# ブラバム・BT33
ブラバム・BT33 (Brabham BT33) は、ブラバムが開発したフォーミュラ1カー。デザイナーはロン・トーラナック。1970年から1972年まで使用された。

## 開発
BT33はブラバムにとってモノコック構造をもつ初のフォーミュラ1カーであった。モノコック構造は1968年にインディ500用のブラバム・BT25ですでに採用されていたが、F1では燃料タンクに関する新しい規制に対応するために取り入れられた。BT33は「D」型のサイドポンツーンがバスタブ型のモノコックを形成していた。サスペンションはフロントにインボードスプリングとロッカーアームが使用され、リアはアウトボードスプリングが使用された。3台が製作され開発が進められた。

## F1における全成績
(key) （太字はポールポジション、斜体はファステストラップ）

## 参照
1. ↑  “Brabham BT33 car-by-car histories”. 2017年7月9日閲覧。